# Connellsville
Connellsville é uma cidade localizada no estado norte-americano de Pensilvânia, no Condado de Fayette.

## Demografia
Segundo o censo norte-americano de 2000, a sua população era de 9146 habitantes.
Em 2006, foi estimada uma população de 8592, um decréscimo de 554 (-6.1%).

## Geografia
De acordo com o United States Census Bureau tem uma área de
6,1 km², dos quais 5,8 km² cobertos por terra e 0,3 km² cobertos por água. Connellsville localiza-se a aproximadamente 293 m acima do nível do mar.

## Localidades na vizinhança
O diagrama seguinte representa as localidades num raio de 12 km ao redor de Connellsville.